# Йол (Индия)
Йол (англ. Yol, хинди योल) — город (кантонмент) в индийском штате Химачал-Прадеш.

## История
Городок был основан в 1849 году Британской индийской армией.
В нём находился лагерь военнопленных для немецких (Первая мировая война) и итальянских солдат (Вторая мировая война).

## Демография
По состоянию на 2001 год, население Йола составило 10 772 человек, из них 52% мужчин и 48% женщин. Уровень грамотности достигает 77% при средненациональном показателе 59,5%. 12% населения имеет возраст младше 6 лет.